# Eekhoutrei

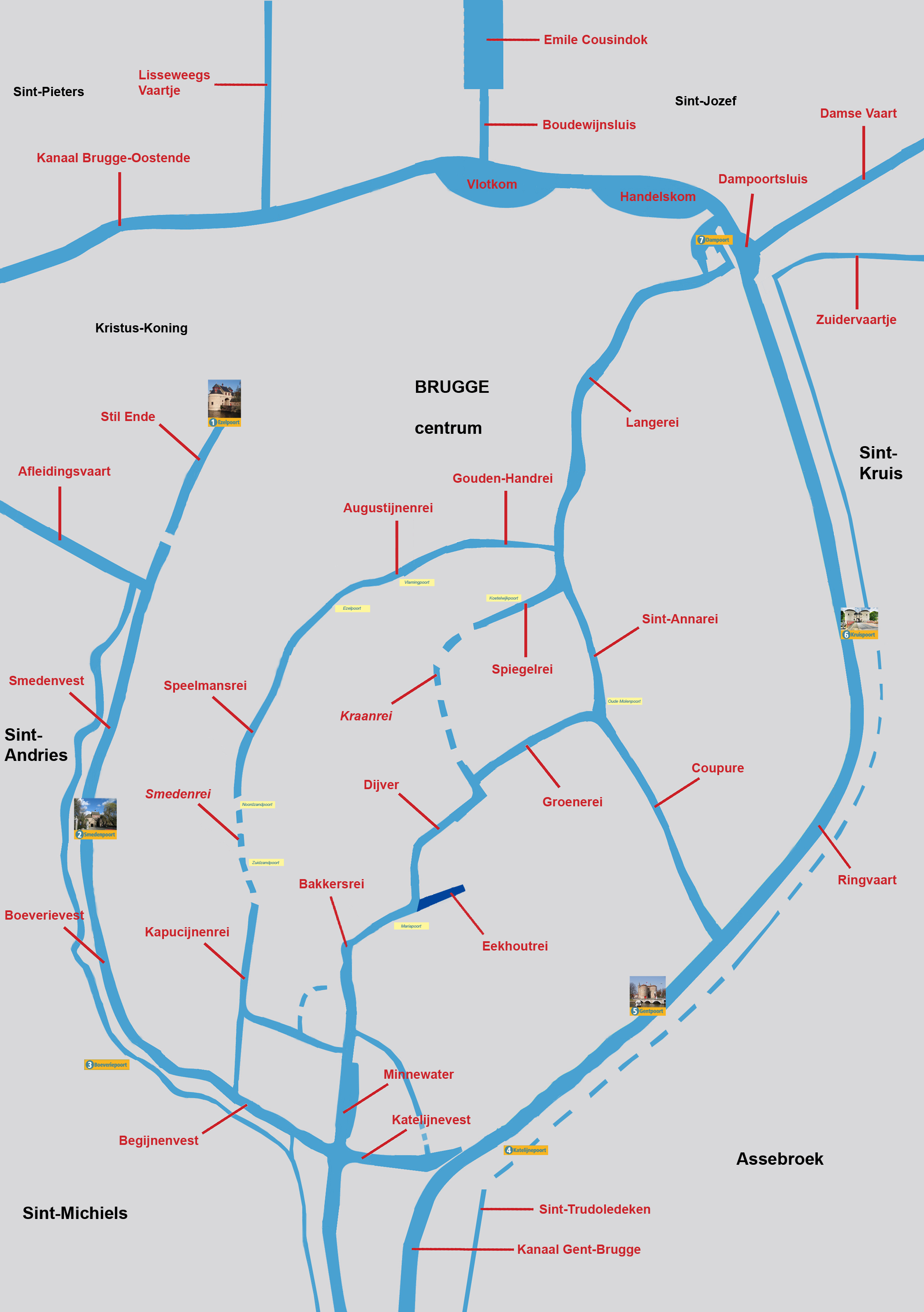
Situering van de Eekhoutrei (donkerblauw)

De Eekhoutrei is een waterloopje in het centrum van de Belgische stad Brugge. De rei loopt van de Bakkersrei aan de zuidoostzijde van de Onze-Lieve-Vrouwekerk tot aan de achterzijde van het Groeningemuseum, waar ze doodloopt. De brug aan de straat Groeninge is de enige brug over de Eekhoutrei.

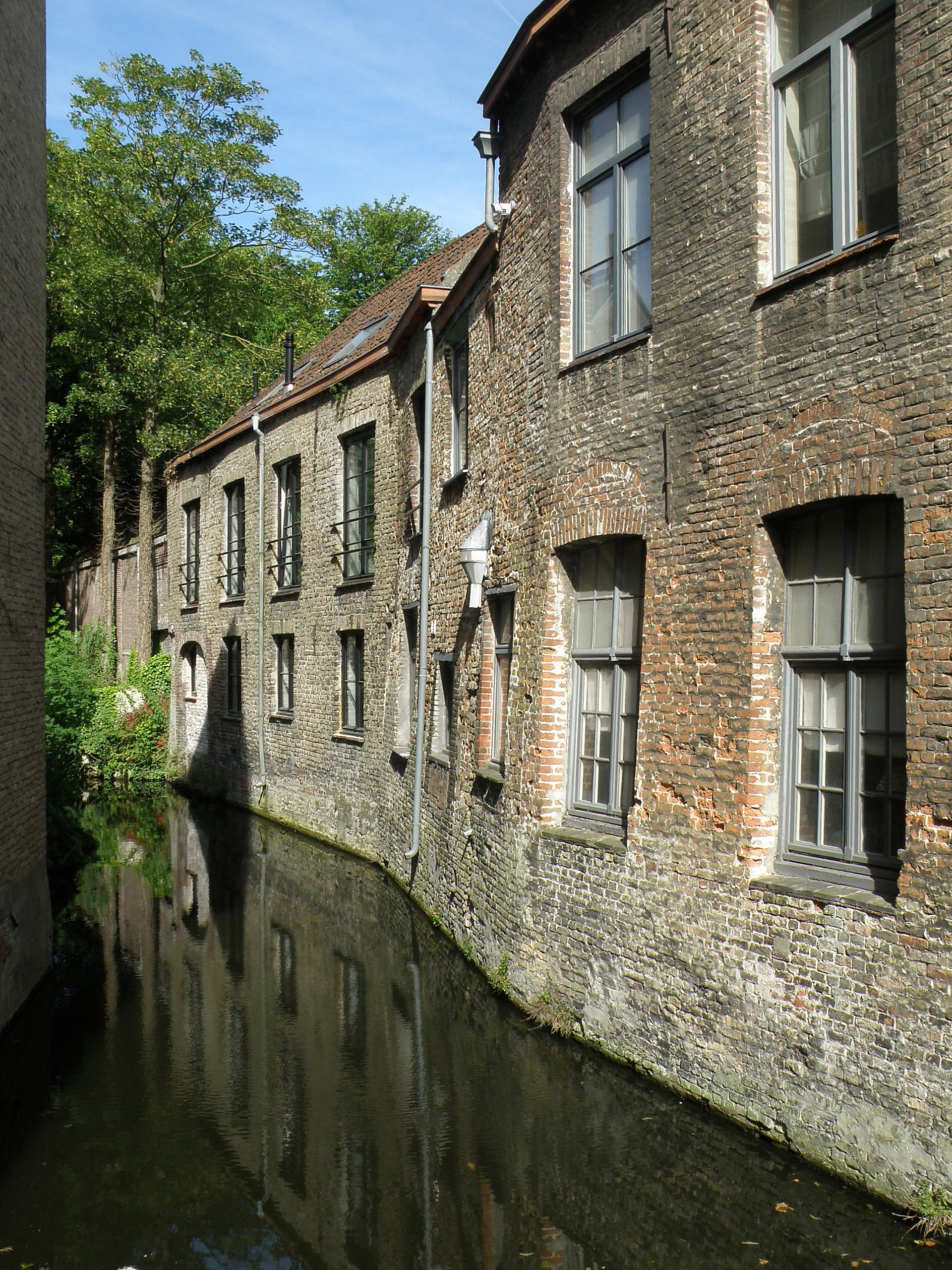
Eekhoutrei gezien vanuit de Groeninge.

Vroeger liep de Eekhoutrei door langs de voormalige Eekhoutabdij, tot aan het in de 18e eeuw gedempte Pandreitje. Ze liep nog onder de Cleene Eeckhoutbrugghe (Kleine Eekhoutbrug), die de Eekhoutstraat met de Garenmarkt verbond. Tijdens de eerste helft van de 19e eeuw werd dit gedeelte van de Eekhoutrei gedempt.
Het overgebleven deel van de Eekhoutrei wordt soms ook Groeningerei genoemd.
Reien en andere:
Augustijnenrei ·
Bakkersrei ·
Coupure ·
Dijver ·
Eekhoutrei (Groeningerei) ·
Gouden-Handrei ·
Groenerei ·
Kapucijnenrei ·
Kraanrei ·
Langerei ·
Minnewater ·
Sint-Annarei ·
Smedenrei ·
Speelmansrei ·
Spiegelrei
Vestingsgrachten:
Stil Ende ·
Smedenvest ·
Boeverievest ·
Begijnenvest ·
Katelijnevest

Ringvaart: 
Gentpoortvest ·
Boninvest ·
Kazernevest ·
Kruisvest ·
Handelskom ·
Vlotkom